# До (Кунео)
До је насеље у Италији у округу Кунео, региону Пијемонт.
Према процени из 2011. у насељу је живело 65 становника. Насеље се налази на надморској висини од 658 м.